# Вісконсин-Рапідс (Вісконсин)
Вісконсин-Рапідс (англ. Wisconsin Rapids) — місто (англ. city) в США, в окрузі Вуд штату Вісконсин. Населення — 18 877 осіб (2020).

## Географія
Вісконсин-Рапідс розташований за координатами 44°23′35″ пн. ш. 89°49′36″ зх. д. / 44.39306° пн. ш. 89.82667° зх. д. (44.392924, -89.826740).  За даними Бюро перепису населення США в 2010 році місто мало площу 38,00 км², з яких 35,80 км² — суходіл та 2,20 км² — водойми.

## Демографія
Згідно з переписом 2010 року, у місті мешкало 18 367 осіб у 8296 домогосподарствах у складі 4626 родин. Густота населення становила 483 особи/км².  Було 8972 помешкання (236/км²).
Расовий склад населення:
| - 92,2 % — білих - 3,7 % — азіатів - 1,0 % — корінних американців - 0,7 % — чорних або афроамериканців |

До двох чи більше рас належало 1,5 %. Частка іспаномовних становила 2,9 % від усіх жителів.
За віковим діапазоном населення розподілялося таким чином: 22,8 % — особи молодші 18 років, 57,4 % — особи у віці 18—64 років, 19,8 % — особи у віці 65 років та старші. Медіана віку мешканця становила 41,1 року. На 100 осіб жіночої статі у місті припадало 91,4 чоловіків;  на 100 жінок у віці від 18 років та старших — 87,8 чоловіків також старших 18 років.
Середній дохід на одне домашнє господарство  становив 47 869 доларів США (медіана — 36 680), а середній дохід на одну сім'ю — 57 870 доларів (медіана — 48 622). Медіана доходів становила 40 129 доларів для чоловіків та 32 769 доларів для жінок. За межею бідності перебувало 15,5 % осіб, у тому числі 25,1 % дітей у віці до 18 років та 7,3 % осіб у віці 65 років та старших.
Цивільне працевлаштоване населення становило 8318 осіб. Основні галузі зайнятості: освіта, охорона здоров'я та соціальна допомога — 23,1 %, виробництво — 19,9 %, роздрібна торгівля — 13,1 %, мистецтво, розваги та відпочинок — 10,1 %.